# باتيرنو
بلدية باتيرنو (بالإسبانية: Baterno)‏, هي إحدى بلديات مقاطعة بطليوس, التي تقع في منطقة إكستريمادورا, والتي تقع في غرب إسبانيا.
يبلغ عدد سكانها 389 نسمة وفقاً لإحصائية سنة (2002).